# Covas do Douro
Covas do Douro is een plaats (freguesia) in de Portugese gemeente Sabrosa en telt 1146 inwoners ().